# Józef Dyląg
Józef Dyląg (ur. 26 grudnia 1896 w Sieborowicach, zm. 22 maja 1915) – podoficer Legionów Polskich, kawaler Orderu Virtuti Militari.

## Życiorys
Urodził się w Sieborowicach w rodzinie Józefa, obywatela ziemskiego, i Franciszki z Wcisłów . Uczeń gimnazjum w Krakowie, a od 1912 student Akademii Rolniczej w Dublanach. W tym czasie należał do „Zarzewia” i Związku Strzeleckiego.
6 sierpnia 1914 wstąpił do Legionów Polskich. W stopniu sierżanta walczył w 3. kompanii III batalionu 1 pułku piechoty w bitwie pod Konarami. Dowodząc II plutonem w walce o lasek kozinkowski, pod silnym ogniem karabinów maszynowych, prowadził oddział do walki na bagnety, dając swoją postawą przykład młodym i niedoświadczonym żołnierzom. Za czyn ten został pośmiertnie odznaczony Orderem Virtuti Militari 5 klasy. Zmarł z odniesionych ran w drodze do szpitala. Został pochowany na cmentarzu w Pęcławicach Górnych .

## Ordery i odznaczenia
- Krzyż Srebrny Orderu Wojskowego Virtuti Militari nr 7217 – pośmiertnie 17 maja 1922[4]
- Krzyż Niepodległości – 19 grudnia 1930 roku „za pracę w dziele odzyskania niepodległości”[5]
- Srebrny Medal Waleczności 1 klasy[1]